# Janez Bečaj
Janez Bečaj, slovenski psiholog, * 5. junij 1943, Ljubljana, † oktober 2012 Ljubljana.
Diplomiral je 1967 in doktoriral 1992 na oddelku za psihologijo Filozofske fakultete v Ljubljani. Zaposlen je bil med drugim v Vzgojnem zavodu v Logatcu (1969-1977) in v Svetovalnem centru za otroke, mladostnike in starše v Ljubljani, od 1984 je delal na oddelku za psihologijo Filozofske fakultete v Ljubljani, od 1998 kot izredni profesor. V raziskovalnem delu je preučueval predvsem socialno motivacijo, socialno vplivanje, skupinsko dinamiko in šolsko kulturo. Je avtor učbenika Temelji socialnega vplivanja (COBISS) in več strokovnih člankov. 